# Chalcosyrphus atopos
Chalcosyrphus atopos är en tvåvingeart som beskrevs av Yang och Cheng 1998. Chalcosyrphus atopos ingår i släktet mulmblomflugor, och familjen blomflugor. Inga underarter finns listade i Catalogue of Life.